# Генеральне консульство Республіки Польща в Луцьку

Консульські округи Польщі в Україні

Генеральне консульство Республіки Польща в Луцьку (пол. Konsulat Generalny Rzeczypospolitej Polskiej w Łucku) — дипломатична місія Польщі в Луцьку.
Створення консульства було пов'язане із запровадженням візових вимог для громадян України з 1 жовтня 2003 року. Це у свою чергу було пов'язано з приєднанням Польщі до Європейського Союзу 1 травня 2004 року.
До сфери компетенції Генерального консульства Республіки Польща у Луцьку входять три області: Волинська, Рівненська та Тернопільська.
Окрім консульської діяльності, місія також займається промоцією Польщі, розвитком двосторонніх відносин та співпрацею між Польщею та Україною у всіх сферах політичного, соціального, економічного, культурного та наукового життя. Особливе місце в цих заходах займає транскордонне та прикордонне співробітництво в рамках Єврорегіону Буг.

## Інцидент
Вночі з 28 на 29 березня 2017 року, будівлю консульства було обстріляно з гранатомета. В результаті верхній поверх споруди був пошкоджений. Правоохоронні органи ідентифікували обстріл будівлі Генконсульства як теракт.
1 жовтня 2017 року СБУ затримала причетних до теракту.

## Консули
- 2003–2006 – Войцех Галонзка
- 2007–2011 – Томаш Янік[5]
- 2011–2013 – Марек Мартінек[5][6]
- 2013–2016 – Беата Бживчи[7]
- 2016–2017 – Кшиштоф Савицький, в.о.
- 2017–2020 – Вєслав Мазур[8]
- 2020–2024 – Славомір Місяк
- 2024–2025 – Кшиштоф Васілевскі, в.о.[9]
- з 2025 – Анна Новаковска